# Albatros J.II
Albatros J.II là một loại máy bay cường kích hai tầng cánh của Đức trong Chiến tranh thế giới I.

## Quốc gia sử dụng
German Empire
- Luftstreitkräfte

## Tính năng kỹ chiến thuật (J.II)
Đặc điểm tổng quát
- Kíp lái: 2
- Powerplant: 1 × Benz Bz.IVa, 164 kW (220 hp)

Hiệu suất bay